# Старооскольський повіт
Старооскольський повіт — адміністративно-територіальна одиниця у складі Київської і Білгородської губерній, Курського намісництва та Курської губернії Російської імперії, РСФРР та СРСР з повітовим центром у місті Старий Оскол.

## Географія
Розміщувався в східній частині Курської губернії, перетинався Єлецько-Валуйською гілкою Південно-Східної залізниці. Наприкінці 19 століття площа території повіту становила 2 734 кв. версти або 284 882 десятини. В західній частині повіту проходить вододіл між басейнами Дону та Дніпра. Найвищою точкою повіту є висота 958 футів у с. Істобне, східніше від цього вододілу, особливо до річки Оскіл, місцевість дуже знижується (м. Старий Оскол розміщується на висоті 760 футів), західніше ж місцевість залишається височинною, там від злиття двох річок починається річка Сейм, яка зрошує західну частину повіту. Східну ж частину повіту зрошує Оскіл зі своїми притоками. Крім того, в південно-західній частині повіту починається річка Короча. Всі річки повіту несуднохідні та несплавні, озер не було, болотисті місцини незначні, лісів небагато — заліснено трохи більше 10 % повіту, в основному листяними лісами, будівельного лісу майже немає.
Серед ґрунтів переважають чорноземи, в ярах — суглинки, вздовж річок — піски. На берегових урвищах виступає крейда, зустрічається залізиста водяниста глина. Клімат помірний, теплий, сприятливий для землеробства.
Площа території повіту, станом на 1897 рік, становила 2 735 квадратних верст.
У 1926 році площа повіту становила 6 234 км², налічувалося 2 міських та 667 сільських населених пунктів.

## Населення
За довідником 1880 року, чисельність населення повіту в межах волосної території становила 127 427 осіб (63 285 чоловіків та 64 142 жінки), за сімейними списками — 121 833 особи (60 197 чоловіків та 61 636 жінок), дворів — 16 347, населених пунктів — 268.
За довідником 1890 року, в повіті налічувалося 141 150 мешканців, з них 71 576 чоловіків та 69 574 жінки. Кількість поселень — 222, селянських дворів — 18 143, дворів неселянського типу — 580.
Відповідно до перепису населення Російської імперії 1897 року, чисельність населення становила 146 009 осіб, з них 71 285 чоловіків та 74 724 жінки. За іншими даними, чисельність населення у 1897 році становила 148 044 особи, з них 72 993 чоловіки та 75 051 жінка, переважно великороси, малоросів до 14 %.
За переписом населення СРСР 1926 року, в повіті налічувалося 371 864 мешканці (177 359 чоловіків та 194 505 жінок), з них міське населення — 29 047 осіб (13 423 чоловіки та 15 624 жінки), сільське населення — 342 817 осіб (163 936 чоловіків та 178 881 жінка).

## Історія та адміністративний устрій
Оскольський повіт сформувався наприкінці 16 століття. На початку 17 століття до його складу входило 5 станів: Окологородний, Ублинський, Чуфичівський, Дубенський та Орлицький. Поступово, з 1637 до 1653 року, всі населені пункти Орлицького стану перейшли в підпорядкування новоутвореного Яблонівського повіту. За описами 1626 року в повіті налічувалося 880 дворів. Тогочасний приріст населення пов'язаний з будівництвом Білгородської засічної смуги. У 1655 році повіт стали називати Старооскольським, він входив до складу Білгородського наказу. У 1711 році повіт увійшов до складу відновленої Київської губернії, у 1720 році включений до складу Білгородської провінції, у 1727 році — до складу Білгородської губернії. Внаслідок ліквідації останньої у 1779 році повіт відійшов до Курського намісництва, частину території повіту передано до складу Воронезької губернії. У 1796 році, відповідно до указу від 29 серпня, Курське намісництво перетворене в Курську губернію. Наприкінці 18 століття повіт було розділено на три частини, кожну частину — на сотні, півсотні та десятки. У 1802 році, відповідно до імператорського указу від 24 квітня, частина населених пунктів відійшла до складу відновлених Новооскольського і Тимського повітів. Тоді ж повіт розділено на 18 волостей.
За довідниками 1880-го та 1890 років, до складу повіту входило 19 волостей: Архангельська, Баранівська, Богословська, Довгополянська, Знаменська, Козацька, Козачанська, Котовська, Лук'янівська, Ольховатська, Орликівська, Паньківська, Рожественська, Скороденська, Спаська, Середньо-Апоченська, Стрілецька, Юшківська та Ястребівська. У 1899 році повіт складався з 12 волостей.
Станом на 1913 рік кількість волостей у складі повіту становила 12: Богословська, В'язівська, Довгополянська, Знаменська, Козацька, Кладівська, Обухівська, Орликівська, Салтиківська, Скороденська, Стрілецька та Ястребівська.
Станом на 1 січня 1924 року кількість волостей залишилася незмінною — 12. Відповідно до постанови ВЦИК від 12 червня 1924 року, до складу повіту включено волості ліквідованого Новооскольського повіту, одночасно проведено укрупнення волостей. На 1 червня 1925 року до складу повіту входило 10 волостей. На 1 січня 1927 року кількість волостей повіту не змінилася.
Ліквідований у 1928 році, відповідно до постанови президії ВЦВК від 16 червня. Територію повіту розділено між новоутвореними Воронезькою та Острогозькою округами Центрально-Чорноземної області.

## Господарство
За довідником 1880 року загальна кількість землі становила 258 560 десятин, з них 208 853 десятин — рілля.
Місцеве населення переважно займалося землеробством. Частина мешканців шукали заробітку на стороні. З 1880-х почав розвиватися переселенський рух. Головними культурами були пшениця, жито, овес, гречка та картопля, також в незначній кількости сіяли льон та коноплі. Приватновласницьких земель було 89 459 десятин, селянських — 174 774 десятини, державних — 61 десятина, лісових державних дач — 3 041 десятина. Панівною системою у рільництві було трипілля, був повітовий склад реманенту; було розвинуте садівництво та бджолярство, тваринництво ж, внаслідок неврожайних 1891, 1892 та 1897 років, занепало.
Кустарні промисли були незначні, місцевого значення; зустрічалися гончарний, цегельний, столярний, ковальський, щепний, шевський та інші промисли. У 1896 році було 209 фабрик та заводів, включно з млинами та закладами кустарно-промислового характеру, з 265 працівниками на них. Першість тримали заводи з обробки тваринних та рослинних продуктів — тютюнові фабрики, млини, салотопні, воскові, шкіряні та інші заводи. Торгували переважно хлібом. Ярмарок було мало.
У 1899 році в повіті було 6 медичних дільниць, 7 лікарів, 9 фельдшерів, 4 акушерки, 2 лікарні, 3 земських амбулаторії, земська аптека, ветеринар; жіноча гімназія, духовне училище, двокласне училище міносвіти, приватна школа, 67 земських шкіл, 35 церковних парафій, 36 шкіл грамоти. Навчалися лише 30 % дітей шкільного віку, за числом учнів повіт займав 4 місце в губернії.